# Уономир Словен
Уономир (745—810) је био словенски вођа из Паноније током временског интервала ~790 — ~810, на простору савремене републике Хрватске. Франачки Анали помињу га као Uuonomyrus Sclavus

## Биографија
Ерих од Фурлангије му је послао војну помоћ у Панонију, између река Дунав и Тиса, за борбу против Авара, ту су опљачкали аварске племиће.
Према Милку Косу, нису наишли на озбиљнији отпор Авара и заузели су им нека утврђења.
Следеће, 796. године, Авари су поражени и франачка власт је проширена даље на исток, до средњег Дунава. Из јединог поузданог извора, „Аnnales regni Francorum“, сазнаје се да је Војномир био војсковођа.
Вономирова водећа позиција у кампањи претпостављена је као врло могућа с обзиром на текстуалну анализу Франачких анала.
према Фрањи Дворнику, покренуо је заједнички контранапад уз помоћ франачких трупа под краљем Карлом Великим, 796. године, успешно протеравши Аваре са простора Републике Хрватске.
У замену за помоћ Карла Великог, Војномир је био обавезан да призна франачку врховну власт.
Његово порекло и друштвени положај се не помињу ни у једном каснијем средњовековном извору. 
Вономир остаје загонетна историјска личност. Чак је и тачно читање његовог имена нејасно (Uuоnомyrо).
Неки аутори тумаче Вономира као  словенског војводу, војсковођу франачке војске или кнеза Крањске.
Постоје две најверодостојније хипотезе о његовом пореклу: Панонска и Крањска 
Према панонској хипотези, Вономир је био кнез (војвода или кнез) Доња Панонија од ~ 790 до ~ 810. године.  Верује се да се борио против Авара током њихове окупације данашње северне Хрватске. Могуће је да је био само Словен који је изградио каријеру као војсковођа у франачким трупама и да самим тим није био неки словенски владар, тј. великаш.
Његов статус војводе или кнеза уопште се не помиње. У прошлости је већина историчара описала Војномира као једног од словенских војвода или кнезова у околини Фурланије. Међутим, према Петру Штиху, тешко је поверовати да би неке туђинске вође могли бити прихваћени од Франака као франачке војсковође, вероватно је био само изузетан словенски појединац који је своју каријеру направио у франачкој војсци, а можда је био фурлански Словен. 
Многи аутори Војномира тумаче као кнеза Крањског. С друге стране Крањци су већ 791. године били под влашћу Франaка са својом основном аутономијом и владавином својих домаћих кнезова до побуне кнезa Људевида  Један од аргумената је да је Крањска била земља између Фурланије и Авара. Франачке трупе су прошле Крањску, па је ова земља природни кандидат за Војномирову домовину.
Из перспектива националне историје могу се прочитати најмање два објашњења: Словеначки и Немачки аутори из аустријског дела Аустроугарске склони су да подржавају крањско порекло, а Хрватски аутори су склони подржавању панонскe тезe.